# Jeddah Street Circuit
A Jeddah Street Circuit vagy Jeddah Corniche Circuit egy utcai versenypálya Szaúd-Arábiában, Dzsidda városában, amely 6,175 km hosszú és 27 kanyarból áll. 2021 végén mutatkozik be a Formula–1-ben és a Formula–2-ben szaúd-arábiai nagydíj néven. A pályát Hermann Tilke fia, Carsten tervezte.

## Események
Jelenlegi
- Március: Formula–1 szaúd-arábiai nagydíj, FIA Formula–2 bajnokság